# Gitonga
|  | Per a altres significats, vegeu «llengua tonga (desambiguació)». |

El Tonga o Gitonga és una llengua bantu parlat al llarg de la costa meridional de Moçambic. Sovint considerada estretament relacionada amb el chopi al sud, les dues llengües tenen una similitud lèxica del 44%.